# Le Jeune Werther
Le Jeune Werther es una película francesa de drama, dirigida y escrita por	Jacques Doillon. Ingresó en la 43.ª edición del Festival Internacional de Cine de Berlín, donde ganó el premio Ángel Azul.

## Reparto
- Ismaël Jolé-Ménébhi como Ismael
- Faye Anastasia como Faye
- Jessica Tharaud como Jessica
- Mirabelle Rousseau como Mirabelle
- Miren Capello como Miren
- Pierre Mezerette como Pierre
- Simon Clavière como Simon
- Sunny Lebrati como Sunny
- Thomas Brémond como Theo
- Pierre Encrèvé como el director de escuela
- Margot Abascal como la hermana de Guillaume
- Hervé Duhamel como el profesor de francés
- Marie de Laubier como la profesora de matemáticas
- Ève Guillou como la profesora de historia